# Neoperla darlingi
Neoperla darlingi és una espècie d'insecte plecòpter pertanyent a la família dels pèrlids.

## Etimologia
El seu nom científic honora la figura de D. C. Darling, col·lector de l'holotip.

## Descripció
- Els adults presenten un color general marró groguenc sense taques, el cap marró clar, el pronot marró clar, les potes marró groguenc i les membranes alars transparents amb la nervadura marró.
- Les ales anteriors del mascle fan 9 mm de llargària.
- Ni la larva ni la femella no han estat encara descrites.[1]

## Hàbitat
En el seu estadi immadur és aquàtic i viu a l'aigua dolça, mentre que com a adult és terrestre i volador.

## Distribució geogràfica
Es troba a Malèsia: Borneo (Indonèsia).